# Alejandro Casales
Alejandro Casales (Tlaquiltenango, Morelos, ?-Axochiapan, Morelos, 25 de marzo de 1911) fue uno de los líderes más importantes durante la Revolución Mexicana que luchó en la operación rebelde en el estado de Morelos (11 al 29 de marzo de 1911), además de organizar la primera estructura de servicios públicos y formar parte de la resistencia campesina en México.
El 11 de marzo de 1911, varios campesinos de Morelos se levantaron en armas en Villa de Ayala, posteriormente se dirigieron hacia el sur tomaron Tlaquiltenango y Jojutla dirigidos por Pablo Torres Burgos quien renunció al mando del movimiento por no poder controlar a su contingente, al separarse del grupo fue capturado y ejecutado por el ejército porfirista el 23 de marzo de 1911, quedando al mando el General Alejandro Casales quién se encontraba en Axochiapan organizando la estructura de los nuevos servicios públicos que iban a recibir órdenes desde la capital de México al caer Porfirio Díaz, sin embargo, el 25 de marzo de 1911 las fuerzas gobernistas del Estado de Morelos al mando del jefe político de Cuernavaca Enrique Dabbadie y un destacamento del 18º regimiento, a las órdenes del coronel Javier Rojas iniciaron la búsqueda de rebeldes encontrando en combate al General Alejandro Casales. 
El General luchó contra el 18º regimiento durante todo el día, hasta que fue capturado para ser colgado y quemado vivo. 
Previamente había dejado organizado el servicio público en Axochiapan que sirvió como antecedente para el municipio. 
El 24 de marzo de 1911, la fuerza revolucionaria se había dirigido a Teotlalco al sur del estado de Morelos que ahora es parte del estado de Puebla, para nombrar a Emiliano Zapata General en Jefe y regresar el 29 de marzo de 1911 a vengar al General Alejandro Casales he iniciar el primer encuentro de las fuerzas rebeldes. Zapata fue acompañado de ochenta hombres y tomó por asalto la hacienda de Chinameca, consecutivamente Jonacatepec  hasta los primeros días de mayo y luego el sitio de la ciudad de Cuautla. Con esta parte histórica se da el inicio de la Revolución Mexicana.
El General, como muchos hombres de la revolución, dejó huérfanos a sus dos hijos.
Se entiende que Alejandro Casales no era zapatista, pues después de su muerte se eligió al General Revolucionario Emiliano Zapata, sin embargo los primeros revolucionarios como Gabriel Tepepa, Pablo Torres Burgos y Alejandro Casales, todos miembros del Club Ponciano Arriaga tenían el mismo fin, derrocar el régimen dictatorial de Profírio Díaz.
Fuente: *  Corrido de Alejandro Casales.

## La poca claridad de su origen
Por la falta de documentación histórica no se conoce su lugar de nacimiento ya que los campesinos de la época carecían de ciudadanía y representación legal, inclusive aquellos agremiados al Club Ponciano Arriaga que desaparecieron posteriormente con el movimiento revolucionario,
además uno de los tantos motivos de lucha armada, era la falta de servicios públicos y el constante plagio, fraude, esclavitud y engaños que se ejercían contra los campesinos, los cuales no sabían leer ni escribir. Durante la época, los pocos liberales con educación ayudaron a educar a sus compañeros, convocando y preparándolos para el levantamiento.
Fuente: *  Sobre el Club Ponciano Arriaga.

## Otras versiones del personaje histórico
En el guion de José Revueltas Zapata se habla de Alejandro Casales en una pequeña intervención, desafortunadamente el autor no pudo llevar a cabo el filme.